# Lucius (band)
Lucius is een Amerikaanse indiepopband. De band werd opgericht door zangeressen Jess Wolfe and Holly Laessig, drummer Dan Molad, gitarist Peter Lalish en voormalig lid en multi-instrumentalist Andrew Burri. De band begon in Brooklyn, maar verhuisde in 2015 naar Los Angeles.
Lucius heeft vier albums uitgebracht. Hun eerste album Songs from the Bromley House (2009) verscheen in eigen beheer, terwijl de opvolgende albums Wildewoman (2013), Good Grief (2016) en Second Nature (2022) op Mom + Pop Music verschenen. Daarnaast is de band bekend vanwege de vele samenwerkingen met andere artiesten.

## Carrière

### Begin enSongs from the Bromley House(2005-2011)
In 2005 ontmoetten de studenten Jess Wolfe en Holly Laessig elkaar op het Berklee College of Music en begonnen zij samen muziek te maken. In 2007 verhuisden zij naar Brooklyn om een muzikale carrière te beginnen. Hier richtten zij de band Lucius op. In 2009 brachten zij in eigen beheer het album Songs from the Bromley House uit, een ode aan het oude huis waar zij woonden. Het album werd geproduceerd door Doug Wamble en werd eenmalig op cd geperst, maar werd daarna lange tijd niet officieel uitgebracht.
Kort na de uitgave van Songs from the Bromley House kwamen Wolfe en Laessig in contact met Dan Molad. In 2010 kwam hij, net als zijn vriend Pete Lalish, bij de band. Een jaar later leerde Molad zanger en gitarist Andy Burri kennen, die de band ook kwam versterken. In 2011 nam de band een aantal oude nummers opnieuw op, die op hun eerste ep zouden verschijnen.

### Lucius EPenWildewoman(2011-2015)
In februari 2012 bracht Lucius hun eerste ep Lucius EP uit. Een aantal nummers van de band werden gebruikt in televisieprogramma's, waaronder Grey's Anatomy, Catfish: The TV Show en New Girl. Op het Silver Sound Music Video Film Festival + Band Battle kreeg de band een prijs voor beste animatie in een video voor de clip bij "Go Home".
In 2013 ging Lucius op tournee en werkten zij aan hun eerste officiële studioalbum Wildewoman, geproduceerd door Molad. Op 15 oktober 2013 bracht Mom + Pop Music hun debuutalbum in Noord-Amerika uit. Het kreeg goede kritieken van onder meer Rolling Stone en Consequence of Sound. Op 31 maart 2014 werd het album wereldwijd door Play It Again Sam uitgebracht. Het nummer "Until We Get There" werd in 2014 gebruikt in de film If I Stay en stond ook op de soundtrack.
Tijdens de tournee van 2013-2014 speelde Lucius een aantal eigen shows en festivals, maar stonden zij ook in het voorprogramma van artiesten als Tegan and Sara, The Head and the Heart, Sara Bareilles, Andrew Bird, City and Colour en Jack White. In oktober 2014 werd een uitgebreide versie van Wildewoman uitgebracht, waarop live-opnamen en covers staan.

### Good GriefenNudes(2016-2021)

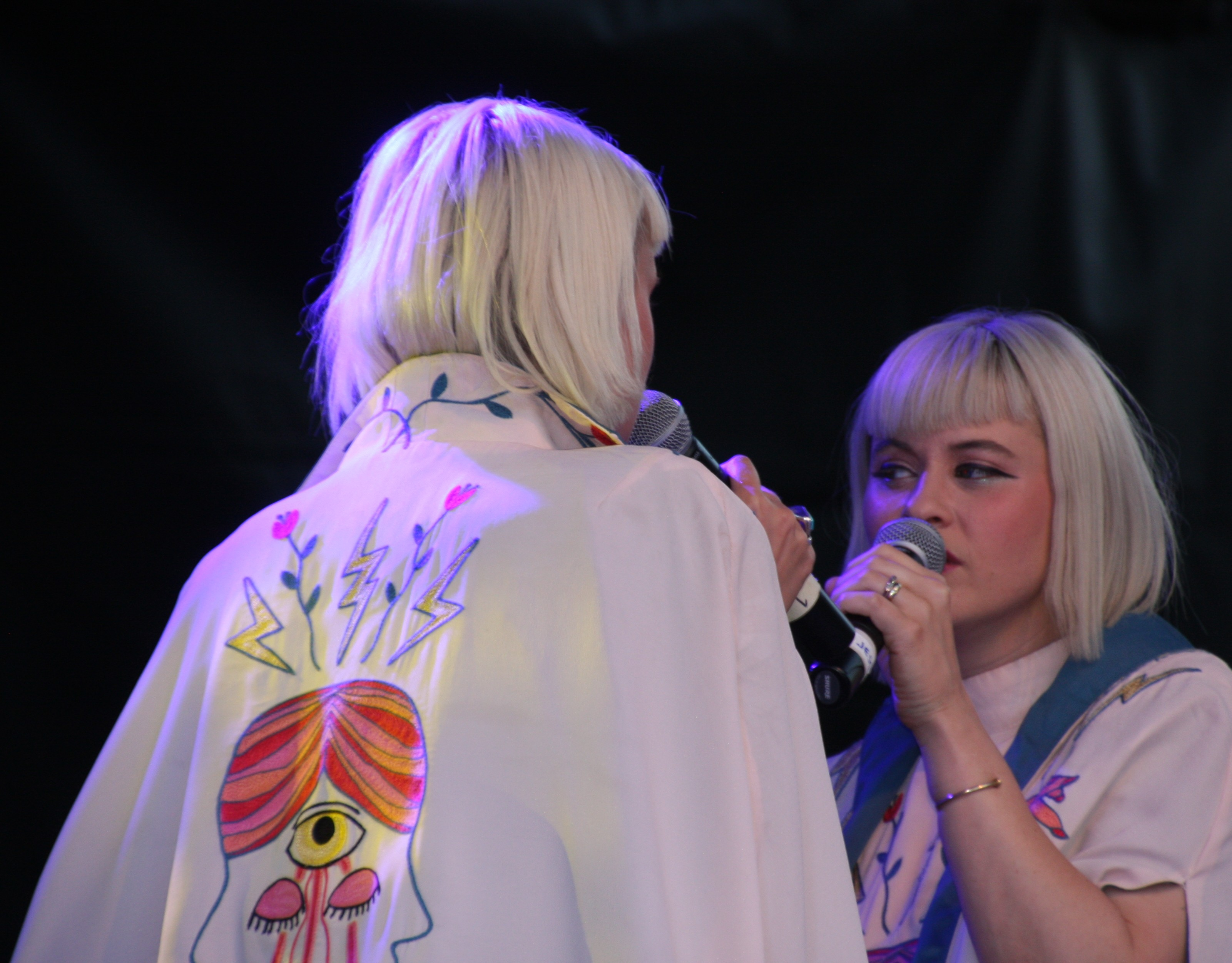
Jess Wolfe en Holly Laessig in 2016.

Op 11 maart 2016 bracht Lucius hun tweede album Good Grief uit, geproduceerd door Grammy Award-winnaar Shawn Everett. De nummers zijn geïnspireerd door de twee jaar lange tournee van de band en werden aan het eind van 2015 geschreven toen de band van Brooklyn naar Los Angeles verhuisde. Voor dit album trad de band op in de televisieprogramma's The Ellen DeGeneres Show, The Late Show with Stephen Colbert en Late Night with Seth Meyers. De nummers "Born Again Teen" en "Dusty Trails" werden gebruikt in de televisieserie Roadies. In de laatste aflevering van deze show zongen Wolfe en Laessig samen met Jackson Browne ook "Willin", een nummer van Lowell George.
In september 2016 verliet Andrew Burri de band. Op 25 november bracht de band een vinylsingle uit met de B-kanten "Pulling Teeth" en "The Punisher". In maart 2018 kwam het eerste compilatiealbum Nudes uit. Op dit album staan akoestische versies van eerder uitgebrachte nummers, een aantal nieuwe nummers, en een duet met Roger Waters.
In 2020 bracht Lucius hun onofficiële eerste album Songs from the Bromley House opnieuw uit om geld in te zamelen voor bedrijven die hard waren geraakt door de coronapandemie. Ook gaven zij een aantal concerten via internet, genaamd Turning It Around: A Community Rebuilding Concert.

### Second Nature(2022-heden)
Op 8 april 2022 bracht Lucius hun derde album Second Nature uit. De eerste single "Next to Normal" verscheen een paar maanden voor het album.

## Samenwerkingen
Buiten Lucius om zijn Wolfe en Laessig vaak te horen als achtergrond- en gastzangeressen. In deze vorm hebben zij samengewerkt met San Fermin, Tweedy, The Rentals, Chadwick Stokes, Shovels & Rope, Dawes, John Legend, Roger Waters, The Barr Brothers, JD McPherson, Ingrid Michaelson, The War on Drugs, Lukas Nelson & Promise of the Real, Kurt Vile, Nathaniel Rateliff & The Night Sweats, Jonathan Wilson, Sheryl Crow, Jesca Hoop, Hannah Georgas, Grace Potter, Harry Styles, Ozzy Osbourne, Black Pumas, The Killers, Brandi Carlile en SYML.

## Discografie

### Albums
- 2009: Songs from the Bromley House
- 2013: Wildewoman
- 2016: Good Grief
- 2022: Second Nature

### Compilatiealbums
- 2018: Nudes

### Ep's
- 2012: Lucius EP
- 2016: Pulling Teeth Ten Inch Vinyl

### Singles
- 2013: "Hey Doreen"
- 2013: "Tempest"
- 2013: "Turn It Around"
- 2014: "Don't Just Sit There"
- 2015: "Born Again Teen"
- 2016: "Madness"
- 2016: "Something About You"
- 2016: "Dusty Trails"
- 2016: "What We Have (To Change)"
- 2016: "Pulling Teeth"
- 2017: "Million Dollar Secret"
- 2017: "Until We Get There" (akoestisch)
- 2018: "Neighbors"
- 2018: "Right Down the Line"
- 2018: "Eventually"
- 2022: "Next to Normal"
- 2022: "White Lies"
- 2022: "Dance Around It" (met Brandi Carlile en Sheryl Crow)

### Gastoptredens
- 2018: "Coolin' Out" (met Nathaniel Rateliff & The Night Sweats)
- 2020: "Back to Me" (met Grace Potter)
- 2021: "Strangers" (met Black Pumas)
- 2021: "I Don't Live Here Anymore" (met The War on Drugs)
- 2022: "The Getting By II" (met The Killers)
- 2022: "You and Me on the Rock" (met Brandi Carlile)

### Hitnoteringen

#### Albums
| Album met hitnotering(en) in de Vlaamse Ultratop 200 albums | Datum van verschijnen | Datum van binnenkomst | Hoogste positie | Aantal weken | Opmerkingen |
| ----------------------------------------------------------- | --------------------- | --------------------- | --------------- | ------------ | ----------- |
| Good Grief                                                  | 11-03-2016            | 19-03-2016            | 161             | 1            |             |

#### Singles
| Single met eventuele hitnotering(en) in de Nederlandse Top 40 | Datum van verschijnen | Datum van binnenkomst | Hoogste positie | Aantal weken | Opmerkingen          |
| ------------------------------------------------------------- | --------------------- | --------------------- | --------------- | ------------ | -------------------- |
| I Don't Live Here Anymore                                     | 15-09-2021            | 25-09-2021            | tip10           | -            | met The War on Drugs |

| Single met hitnotering(en) in de Vlaamse Ultratop 50 | Datum van verschijnen | Datum van binnenkomst | Hoogste positie | Aantal weken | Opmerkingen                               |
| ---------------------------------------------------- | --------------------- | --------------------- | --------------- | ------------ | ----------------------------------------- |
| Turn It Around                                       | 10-03-2014            | 26-04-2014            | tip74           | -            |                                           |
| Coolin' Out                                          | 23-02-2018            | 19-05-2018            | tip13           | -            | met Nathaniel Rateliff & The Night Sweats |

#### NPO Radio 2 Top 2000
| Nummer met noteringen in de NPO Radio 2 Top 2000 | '22  | '23  | '24  |
| ------------------------------------------------ | ---- | ---- | ---- |
| I Don't Live Here Anymore (met The War On Drugs) | 1145 | 1379 | 1503 |

1. ↑  Een vetgedrukt getal geeft de hoogste notering aan.
2. ↑  2022 was het eerste jaar met een notering voor dit nummer.